# Ewloe Castle
Ewloe Castle (walisisk: Castell Ewlo) er en walisisk borg, der blev opført i Kongeriget Gwynedd nær byen Ewloe i Flintshire, Wales. Borgen var en af de sidste fæstninger, der blev opført af de oprindelige fyrster af Wales, men den blev opgivet og forladt ved begyndelsen af Edvard 1.'s erobringskrig i Wales i 1277.
Konstruktion og reparation synes at være foregået med lokal sandsten. Efter den engelske krone overtog fæstningen har de ikke tillagt den stor militær vigtighed, og den forfaldt..